# Max Lüscher
Max Lüscher (Basilea, 9 de septiembre de 1923–Lucerna, 2 de febrero de 2017) fue un psicoterapeuta suizo conocido por inventar el Test de Color Lüscher, una herramienta para medir el estado psicofísico de un individuo según sus preferencias de color. Además de la investigación, la enseñanza y la práctica de la psicoterapia en Basilea, Lüscher trabajó para empresas internacionales, entre otras cosas dando consejos sobre el color. Su libro The Lüscher Test ha sido traducido a más de 30 idiomas.

## Biografía
Max Lüscher hizo la Matura suiza, y se centró en el estudio de la psiquiatría. Obtuvo su doctorado en las áreas de filosofía, psicología y filosofía del derecho. Lüscher completó su disertación sobre "El color como una ayuda en el diagnóstico psicológico". Este proyecto fue calificado como summa cum laude (sobresaliente) por sus profesores. Trabajando como psicoterapeuta, Lüscher creó su primera prueba de color que se publicó en 1947. Esta prueba usaba tarjetas de colores para determinar el estado emocional actual del examinado. De 1961 a 1965, Lüscher vivió en Berlín y continuó su carrera como psicoterapeuta. Se destacó por sus conferencias invitadas y seminarios de capacitación para médicos. Los "Diagnósticos de color de Lüscher" se utilizan ahora en varias universidades de todo el mundo.

## El test de color Lüscher
Los colores de prueba del Lüscher Color-Diagnosis elegido se basan en el favoritismo. El examinado elige el color de la tarjeta que más le gusta y luego ordena el resto de la preferencia, prefiriendo el arrendamiento. Los números están impresos en la parte posterior de cada tarjeta, y después de que el examinado los ordena, el examinador los entrega y hace referencia a un libro que los acompaña y que contiene todas las combinaciones de números diferentes y su significado. Lüscher argumenta que la elección del color del sujeto muestra el estado de su estado psicosomático y emocional y cómo se sienten acerca de sí mismos. Muchos estudios que han utilizado la prueba de color de Lüscher han informado hallazgos similares, que le han dado más validación como medio para evaluar personalidades.